# Chmielno (gromada w powiecie białogardzkim)
Chmielno – dawna gromada, czyli najmniejsza jednostka podziału terytorialnego Polskiej Rzeczypospolitej Ludowej w latach 1954–1972.
Gromady, z gromadzkimi radami narodowymi (GRN) jako organami władzy najniższego stopnia na wsi, funkcjonowały od reformy reorganizującej administrację wiejską przeprowadzonej jesienią 1954 do momentu ich zniesienia z dniem 1 stycznia 1973, tym samym wypierając organizację gminną w latach 1954–1972.
Gromadę Chmielno z siedzibą GRN w Chmielnie utworzono – jako jedną z 8759 gromad na obszarze Polski – w powiecie białogardzkim w woj. koszalińskim na mocy uchwały nr 43/54 WRN w Koszalinie z dnia 5 października 1954. W skład jednostki weszły obszary dotychczasowych gromad Chmielno, Smęcino i Dzięciołowo ze zniesionej gminy Tychowo w tymże powiecie. Dla gromady ustalono 12 członków gromadzkiej rady narodowej.
31 grudnia 1959 z gromady Chmielno wyłączono wsie Smęcino i Dzięciołowo, włączając je do gromady Tychowo w powiecie białogardzkim, po czym gromadę Chmielno (bez wsi Smęcino i Dzięciołowo) włączono do powiatu koszalińskiego w tymże województwie, gdzie została zniesiona, a jej obszar włączony do gromady Bobolice w tymże powiecie.